# ゼニゴケ
ゼニゴケ（銭苔、学名∶Marchantia polymorpha L.）は、ゼニゴケ科ゼニゴケ属の植物である。ただし、ゼニゴケ科のもの全体をよぶ総称として、あるいは類似の構造をもつ苔類の総称としても用いられる。近似種の区別が難しいので、普通は区別せずこう呼ばれることが多い。なお、葉状体の形だけで見ればゼニゴケ亜綱とツノゴケ亜綱のかなりのものが似て見える。地銭（ちせん、ぜにごけ）とも呼ばれる。

## 形態
ゼニゴケの植物体である葉状体は長さ3から10センチメートルで表面に鱗状の模様があり、二叉分岐を繰り返すことで成長する。葉状体の頂端部は心臓型に湾入しており、その付近が細胞分裂の活発な分裂組織(メリステム)である。
葉状体の背面中央の所々に杯状体が生じ、その中に無性芽器が形成される。また、背面の表皮の直下に気室が発達する。気室は内部に葉緑体を含み、気室孔によって外界に通じている。
葉状体の腹面側には、赤色の腹鱗片と褐色の仮根が分化する。仮根は地面の固着に用いられる。
雌雄異株であり、雄株は円盤状の雄器托を、雌株は深裂した傘状の雌器托を持つ。

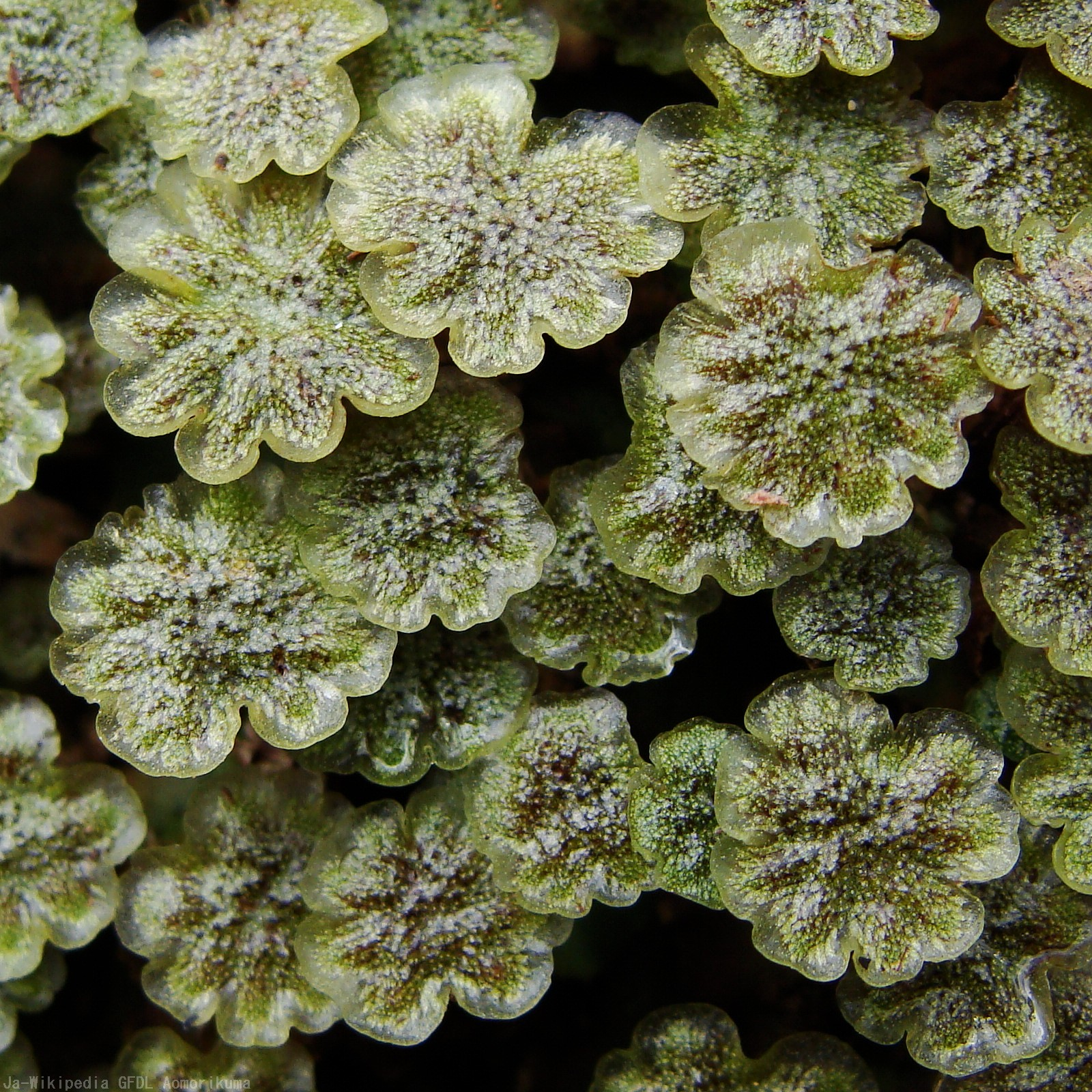
ゼニゴケの一種で精子を作る器官（雄器托）。雨が降ると精子が傘の表から流れて出て移動する。
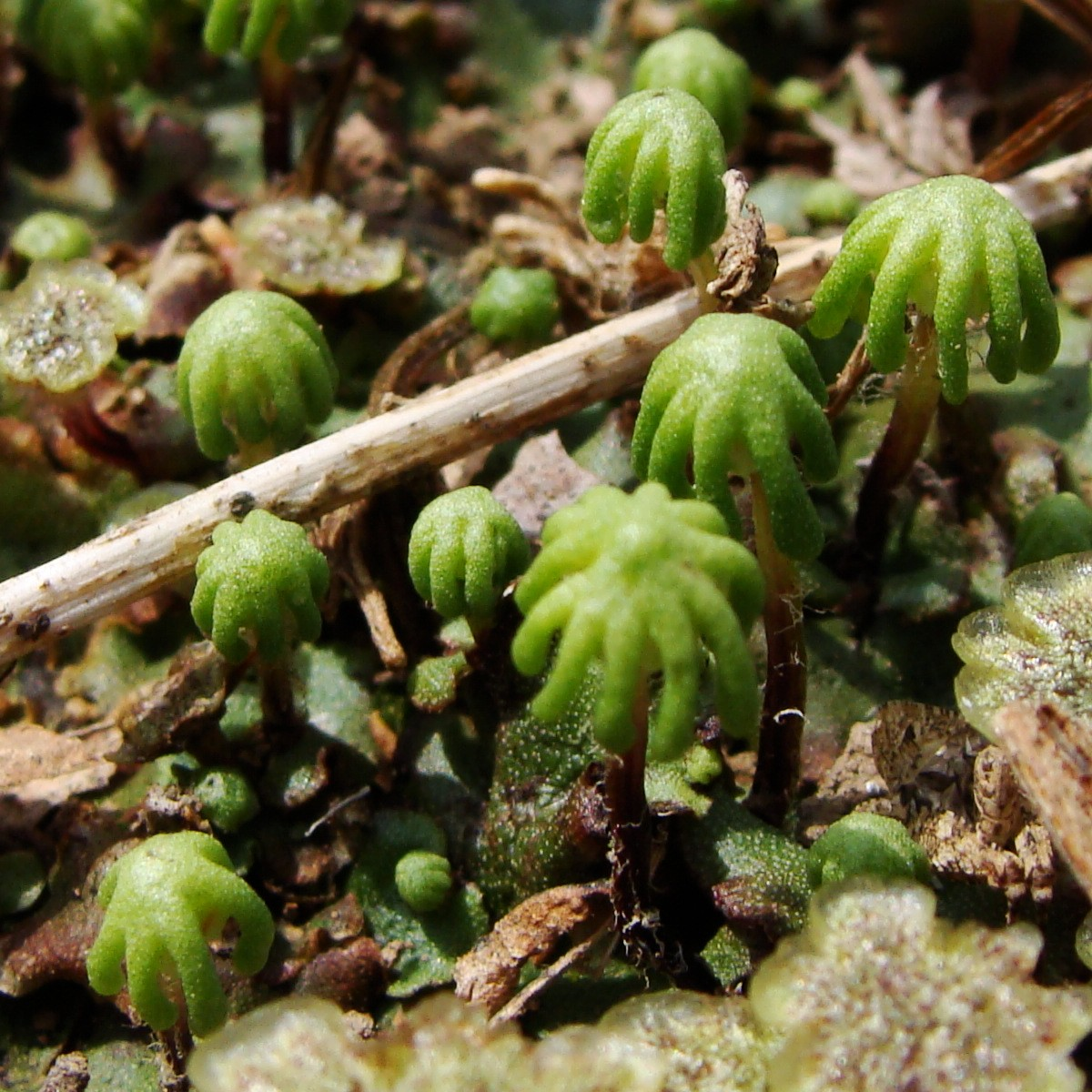
ゼニゴケの一種で卵子を作る器官（雌器托）。破れ傘とも呼ばれる器官の裏側に精子が到達して受精する。
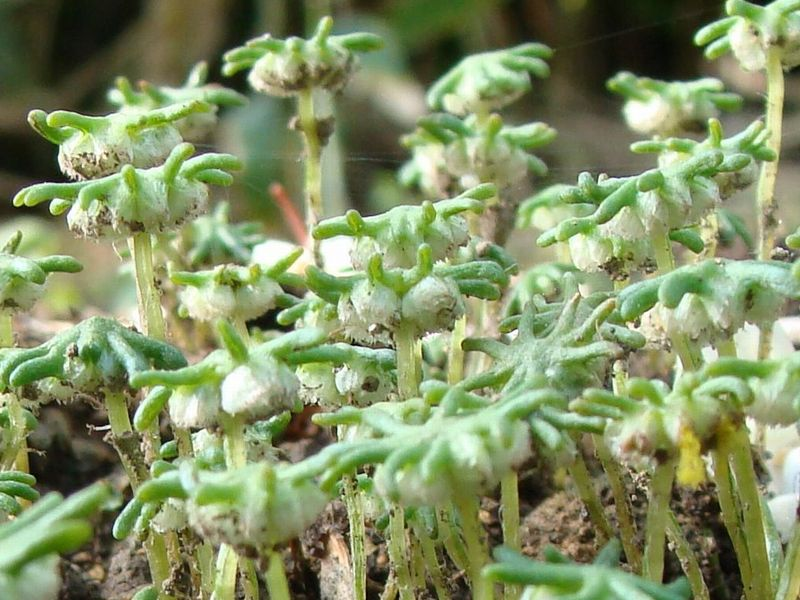
雌器托裏の胞子嚢形成部が破れて胞子を放出した後の状態。

## 繁殖
ゼニゴケには複相の胞子体世代及び単相の配偶体世代から成り立つ。生活の主体となる葉状体は単相の配偶体であり、雄株、雌株が存在する。雄株には雄器托、雌株には雌器托とそれぞれ呼ばれる生殖器が形成される。有性生殖の過程では、雄株の雄器托の造精器で造られた精子が、雌株の雌器托で造られた造卵器に到達すると、受精が行われ、複相の胞子体が形成される。胞子体の内部で減数分裂がおこると、単相の胞子が形成され、胞子が発芽することにより、原糸体を経て、植物体である葉状体を形成する。一方、無性芽と呼ばれる単細胞を由来とするクローン体を形成することによる無性生殖も行われる。

## 生育
世界中に分布し、日本では北海道から九州まで、主に人家の周辺に繁茂する。特に、家の北側など湿気の多い場所に見られることがある。庭に生えるコケ類は日本庭園では喜ばれることが多いが、ゼニゴケ類は地面に深く張り付いて広がり、見栄えが良くないため、雑草として嫌われることも多い。また、非常に除去しにくい。

## モデル植物としてのゼニゴケ
19世紀前半から論文が発表されるなど研究対象としては古く、近年においても実験生物として注目され始めている。実験生物として用いる利点は、多くの陸上植物と共通する遺伝子を持ちながらも遺伝的冗長性が低いこと、世代時間が短いこと、形質転換が容易であることが挙げられる。